# Río Tonusco
El río Tonusco es un río anastomosado colombiano, perteneciente al departamento de Antioquia, nace en el municipio de Santa Fe de Antioquia, en el corregimiento de Tonusco Arriba a 3124 m s. n. m. y desemboca en el río Cauca en el mismo municipio a 450 m s. n. m. en el sector de El Paso Real.

## Cuenca
La cuenca del río Tonusco ocupa casi la totalidad del municipio de Giraldo y al menos el 90% de Santa Fe de Antioquia, nace en el alto del Oso, al nororiente de este mismo municipio, en límites con Abriaquí y Giraldo, tiene en un principio un recorrido sur-norte, pero luego de la desembocadura de la quebrada La Puna; cambia abruptamente de dirección, llevando un recorrido occidente-oriente hasta entregar sus aguas al río Cauca en el sector del paso real.
La cuenca del Tonusco en la parte alta y media tiene una abundante oferta hídrica, que luego disminuye de manera inmediata al dejar de recibir afluentes continuos en el desierto de Occidente, donde posee un enorme abanico aluvial de hasta 200 metros de ancho y casi 9 kilómetros de largo.
Los principales usos que se le dan a las aguas del río Tonusco son agrícolas; por medio de algunas acequias, que se encargan de transportar agua, principalmente a las zonas del desierto de Occidente que necesitan irrigación permanente para poder subsistir, una de las principales acequias es la del famoso Túnel de Juan Blanco, construcción patrimonial histórica del municipio de Santa Fe de Antioquia, que trasvasaba parte de las aguas del Tonusco hacia la cuenca de la quebrada La Zanja.
En la actualidad varias de estas acequias permanecen como un elemento arquitectónico y estético importante en la cultura de esta ciudad; siendo una de las más famosas la situada en la vía de acceso al municipio, donde a su margen se han asentado diversas hosterías.
Sus afluentes surten acueductos importantes en Santa Fe de Antioquia, Giraldo y la gran mayoría de sus corregimientos, por lo cual el río Tonusco es un eje importante en el desarrollo de la zona.
El Tonusco, es famoso por ser el punto de encuentro de las comunidades en los famosos paseos de olla, donde cientos de personas se dan cita varias veces por año en el lugar a realizar el famoso sancocho antioqueño.
El abanico aluvial por sus impresionantes dimensiones es actualmente utilizado para la explotación de material pétreo y agregados de construcción, asentándose varias minas en sus orillas; lo cual de ha dado al río una enorme carga de material de suspensión y hace que la vida acuática sea inviable.